# Topless

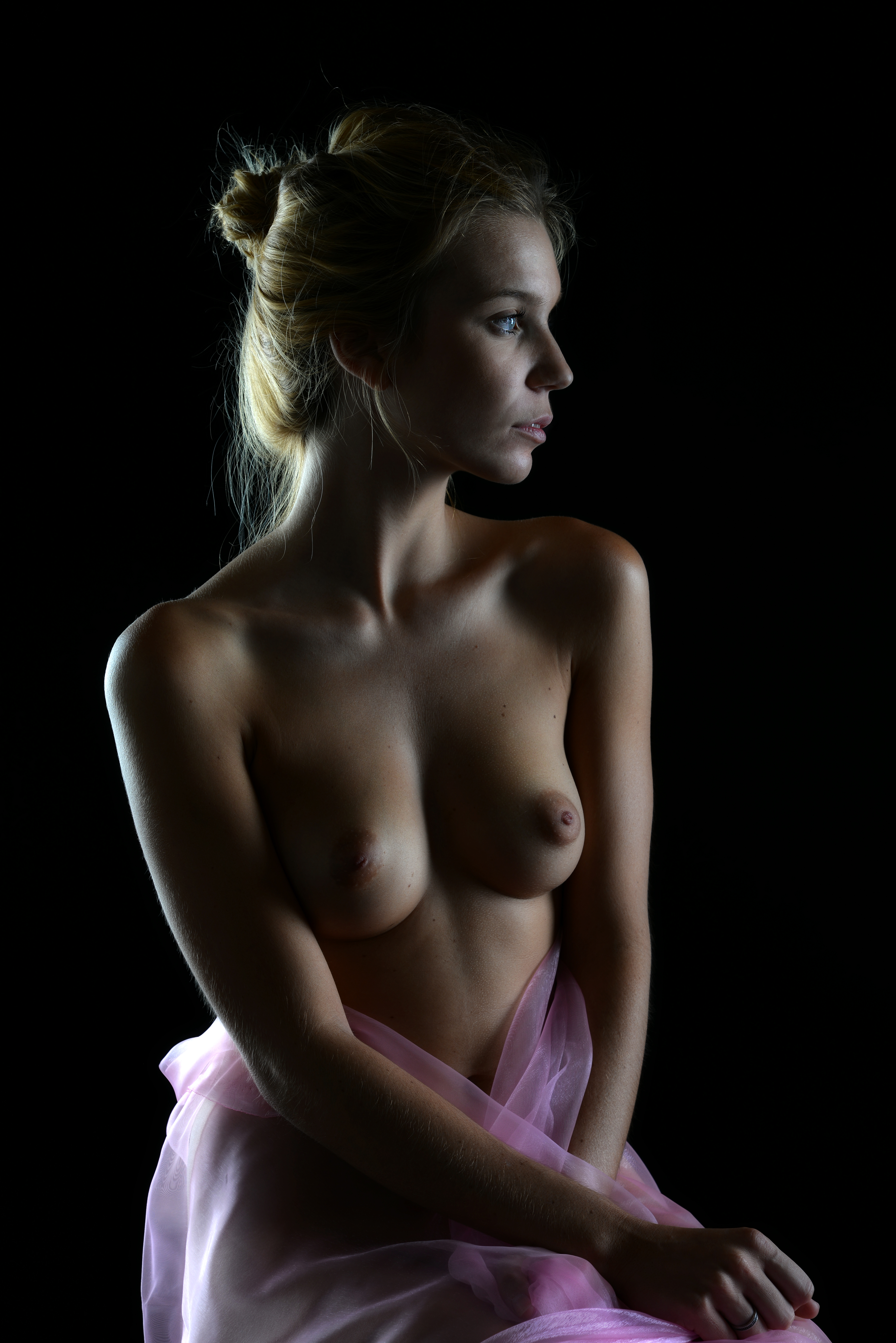
Topless vrouwelijk model

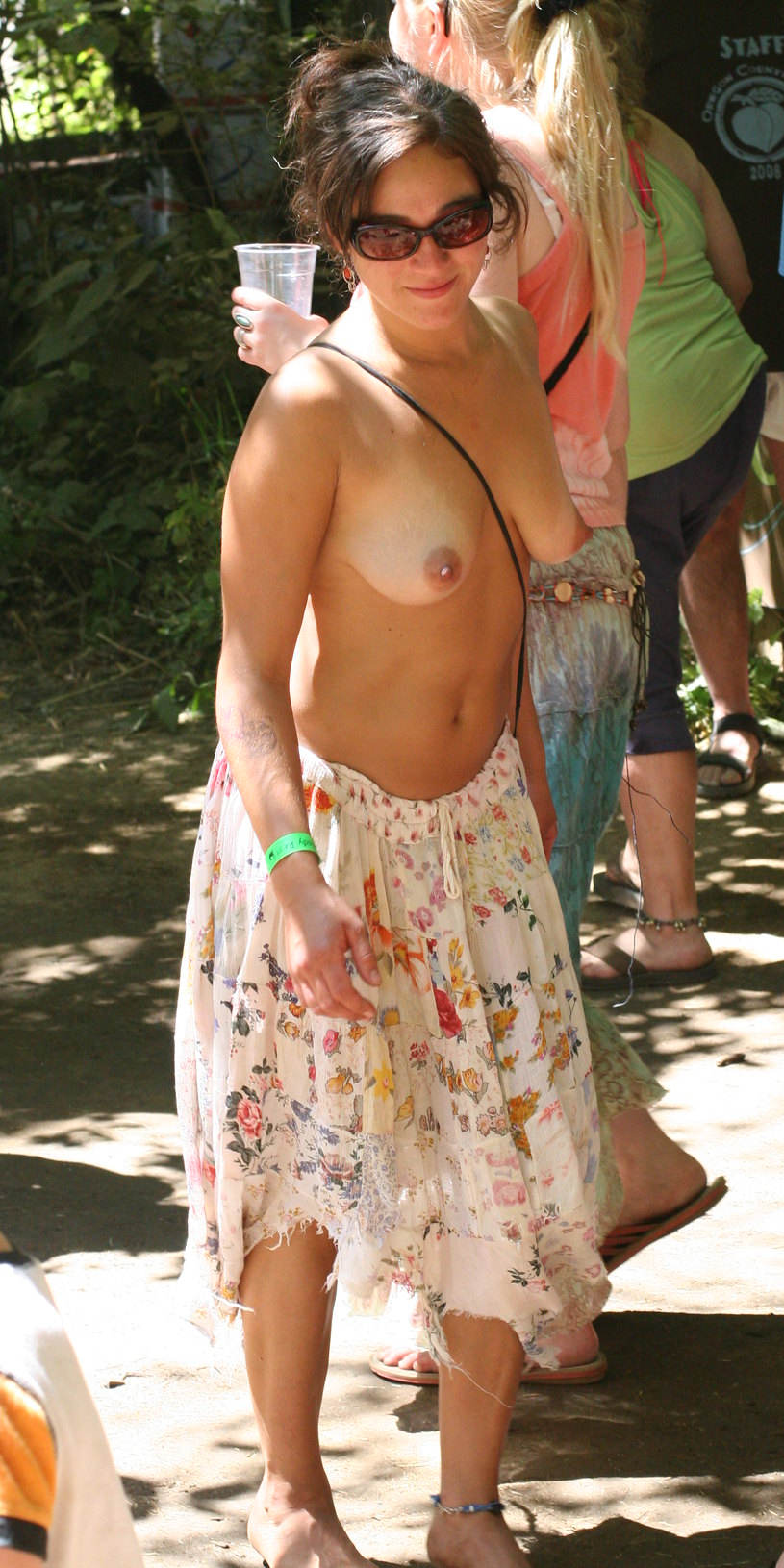
Topless vrouw op een Amerikaanse alternatieve jaarmarkt

Topless verwijst naar het bloot zijn van het menselijke bovenlichaam vanaf de heupen of taille. De term slaat in het bijzonder op vrouwen met blote borsten en tepels. 'Topless' is een Engels leenwoord en kan letterlijk vertaald worden als 'zonder bovenstuk'. Slechts zelden wordt de term gebruikt voor mannen. Wanneer zij geen bovenstuk dragen, spreekt men vaak van een bloot bovenlijf of bloot bovenlichaam, termen die dan weer niet of zelden gebruikt worden om topless vrouwen te beschrijven.
In het Engels maakt men wel onderscheid tussen topless en topfree. Bij topless wordt gedacht aan seksshows. Topfree is ongedwongen, zoals op het strand.
Alle culturen hebben eigen opvattingen over welke mate van naaktheid en gekleedheid wenselijk en aanvaardbaar is. In veel culturen wordt het onderlichaam bedekt en is of was een ontbloot bovenlichaam normaal. In de moderne westerse cultuur, heerst er een taboe op blote vrouwenborsten. In de 20e en 21e eeuw zijn de westerse normen en kledingvoorschriften versoepeld, zodat een ontbloot decolleté bijvoorbeeld in veel situaties aanvaardbaar is, al worden zichtbare tepels in zekere mate als ongepast beschouwd. Elke samenleving codeert deze verwachtingen in normen, gedragsregels en soms zedenwetten.
Voor veel vrouwen is het lastig met een blote boezem te rennen, het slingerende gewicht van de borsten is hinderlijk. Dit is een goede reden om bij sport en andere activiteiten een sportbeha te dragen.
In bepaalde levensdomeinen en situaties is een blote borst meer gebruikelijk en niet zo controversieel. In entertainment, mode en kunst wordt vrouwelijk bloot gemakkelijker aanvaard, in het bijzonder wanneer het om artistiek naakt gaat. Andere uitzonderingen zijn borstvoeding geven in het openbaar, topless zonnebaden, en naaktrecreatie op daartoe aangewezen plaatsen. In nog andere situaties worden ontblote borsten geassocieerd met seksualiteit of pornografie.

## Geschiedenis
Ontblote borsten hebben een lange voorgeschiedenis in het Westen. Vrouwen die het zich konden veroorloven namen een min, niet alleen voor het gemak, maar ook om hun borsten zo lang mogelijk toonbaar te houden. Er zijn diverse periodes waarin ontblote borsten in de mode zijn geweest. Beroemd voorbeeld is Agnès Sorel, de openlijke maîtresse van Karel VII van Frankrijk.

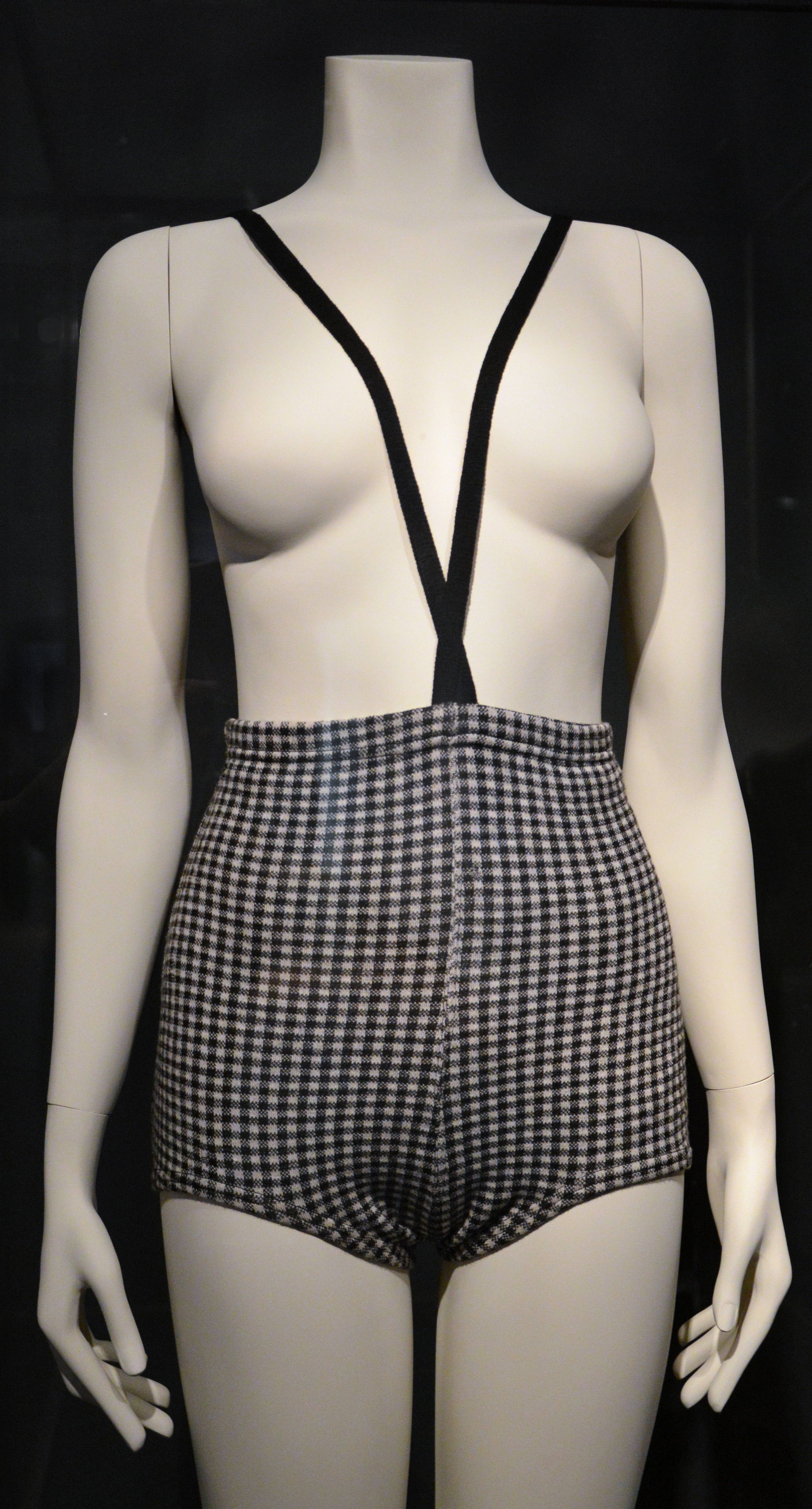
De oorspronkelijke monokini van Rudi Gernreich uit 1964

Na de introductie van de bikini in de jaren veertig leek topless halverwege de jaren 60 een logisch gevolg. Het leek er immers op dat de badkleding voor vrouwen steeds miniemer werd. De oorspronkelijke monokini is een ontwerp van Rudi Gernreich uit 1964. Hij bestond uit een hoge broek, tot vlak onder de borsten, en banden over de schouders. Men kan hem ook beschouwen als een zwempak dat de borsten bloot laat. Dit kledingstuk is nooit populair geworden.
Voor meisjes voor de puberteit is het in Europa tamelijk gewoon dat ze alleen een zwembroekje dragen. Toch ziet men vaak kleine kinderen in bikini.
In de loop van de jaren 1970 werd het in de meeste Europese landen en Australië steeds meer aanvaard om het bovenstukje van een bikini niet aan te doen tijdens het zonnebaden. "Bruin zonder streepjes" werd steeds meer het devies. Deze ontwikkeling kwam niet van de ontwerpers en fabrikanten van badkleding, maar van de draagsters zelf. Zij lieten alleen het bovendeel van een gewone bikini weg. 

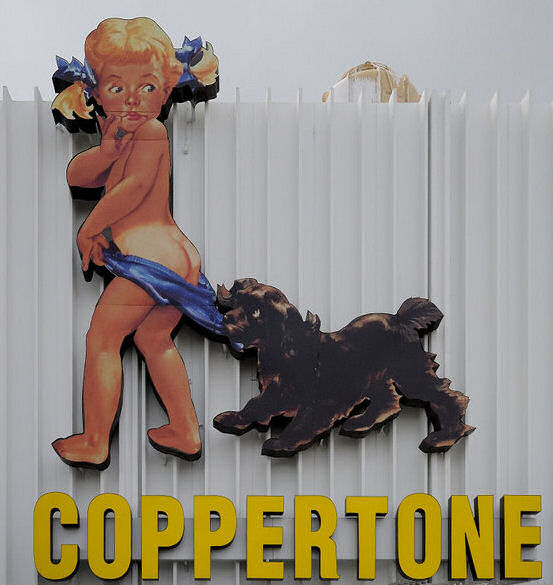
Coppertone girl

De Amerikaanse norm is preutser: topless is er nauwelijks geaccepteerd en zelfs een klein meisje moet er minstens een bikini dragen, hoe klein ze ook is. Het komt om die reden weleens voor dat de plaatjes in een kinderboek opnieuw getekend moeten worden als het boek in de Verenigde Staten moet worden uitgegeven.
Deze Amerikaanse norm voor kinderen is vermoedelijk vrij recent. In 1953 adverteerde een Amerikaans merk van een zonnebrandcrème namelijk met de Coppertone-girl - een klein meisje met alleen een zwembroekje. De afbeelding werd ook in Europa bekend.
In de Verenigde Staten zijn stranden waar het niet bedekken van de borsten bestraft wordt, ongeacht de leeftijd van de vrouw of het meisje. Dit is afhankelijk van de wetgeving in de afzonderlijke deelstaten. Overigens zijn in de VS, op basis van gelijke rechten voor mannen en vrouwen, processen gevoerd omdat men vindt dat vrouwen topless mogen zijn als mannen het ook mogen.
Omstreeks de eeuwwisseling werd topless in Europa weer minder populair.
Er is een Amerikaanse beweging die jaarlijks op de zondag die het dichtste bij 26 augustus ligt een Go Topless Day organiseert om mannen- en vrouwenrechten gelijk te trekken. Om het verdwijnen van topless op de Nederlandse stranden een halt toe te roepen, organiseert de NFN (Naturisten Federatie Nederland) de nationale toplessdag. De eerste keer was op 26 augustus 2018, strandbezoekers werden aangemoedigd topless naar een willekeurig strand te gaan. Een jaar later, op 23 juni 2019, werd een strand bij Noordwijk aangewezen, in de hoop dat een grote groep ontstaat.
Ontblote borsten worden steeds vaker ingezet tijdens protesten. Dit is in 2008 door de protestgroep FEMEN in Oekraïne ontstaan.

## Bloot bovenlichaam bij mannen
Bij de man is topless algemeen geaccepteerd bij zonnebaden, zwemmen en sporten.

## In de beeldende kunst
Het afbeelden van naakte en halfnaakte personen in de kunst voert terug naar de Griekse oudheid. Vooral in de renaissance, toen de idealen uit de oudheid opnieuw werden ontdekt en nagestreefd, werden veel naakten afgebeeld in de schilder- en beeldhouwkunst.

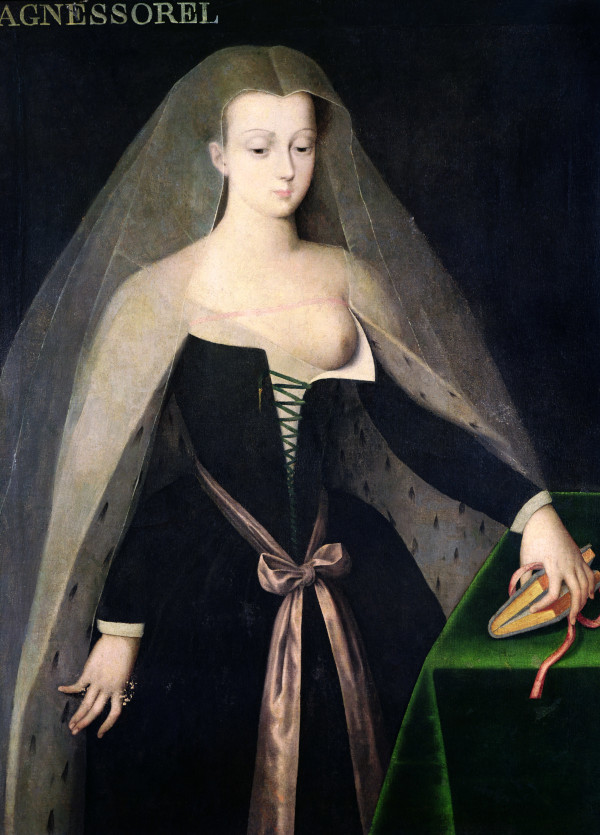
Agnès Sorel
Eugène Delacroix: De Vrijheid leidt het volk (1830)
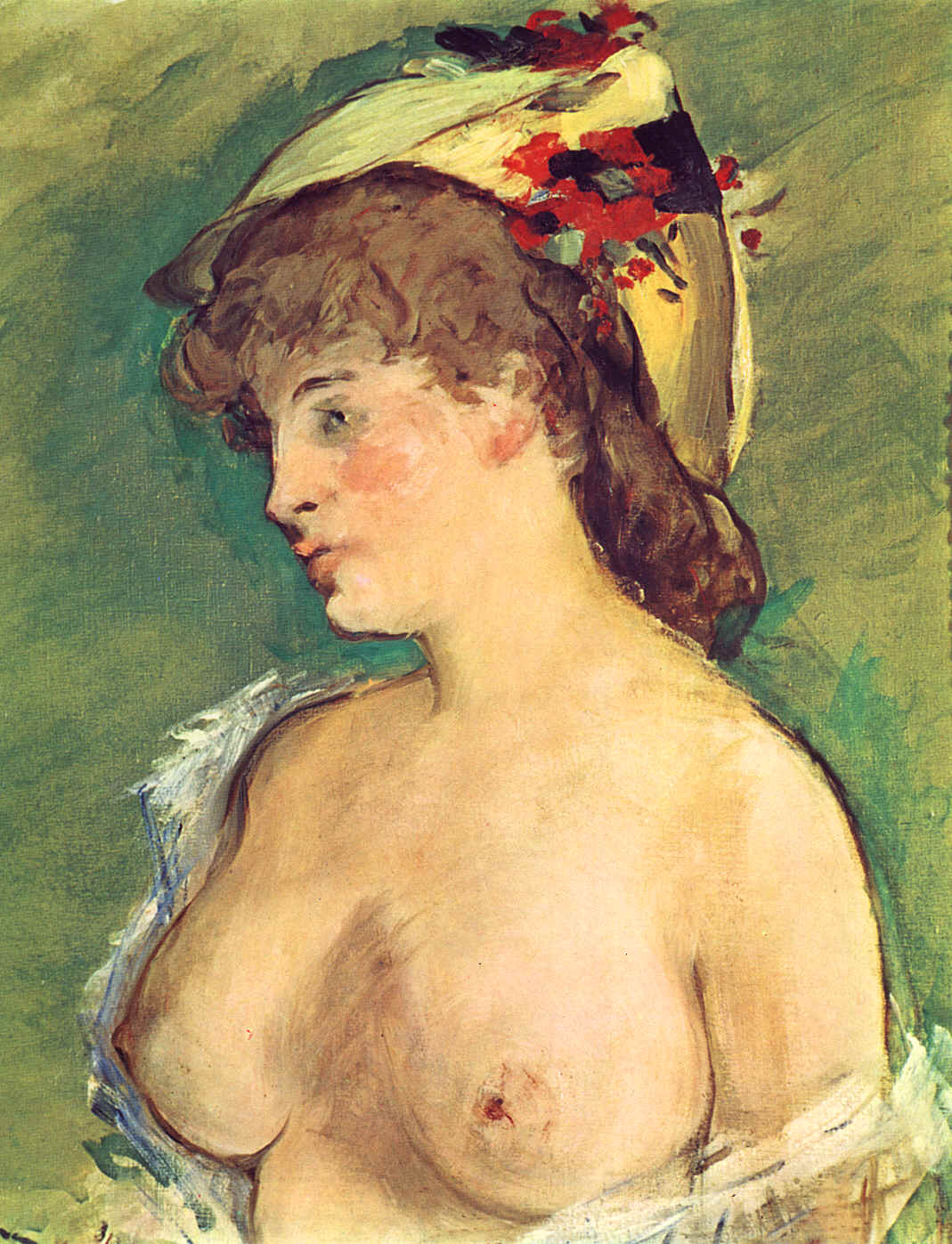
Edouard Manet, Blonde vrouw met ontblote borst (1878)